# Alvin Bragg
Alvin Leonard Bragg Jr. (Manhattan, 1973. október 21. –) amerikai politikus és jogász, aki New York megye államügyésze, ami Manhattan területét öleli fel. 2021-ben ő lett az első afroamerikai, akit megválasztottak a posztra és korábban New York helyettes főállamügyésze, illetve asszisztens ügyész volt New York déli kerületében.

## Fiatalkora és tanulmányai
Bragg New Yorkban született, 1973. október 21-én. Harlemben nőtt fel, a történelmi jelentőségű Striver’s Row utcán. A The American Prospecttel készített interjújában Bragg azt nyilatkozta, hogy gyerekkorában nagy befolyással volt rá az igazságügyi rendszer főleg, mert a New York-i Rendőrség háromszor is fegyverét ráfogta, miután megállította autóját. A Trinity School tanulója volt, mielőtt a Harvard Főiskolára járt, ahonnan cum laude diplomázott le 1995-ben. 1999-ben jogászdoktori címet kapott a Harvard Jogi Iskolától, ahol a Harvard Civil Rights–Civil Liberties Law Review szerkesztője volt.

## Pályafutása
Bragg Robert P. Patterson Jr. alatt dolgozott, mielőtt csatlakozott a Morvillo Abramowitz Grand Iason & Anello céghez, ahol főleg csalási bűncselekményekkel és polgárjogi ügyekkel foglalkozott. 2003-ban Eliot Spitzer vezetése alatt csatlakozott a New York-i államügyészi irodához, mielőtt a New York-i városi tanács nyomozási és bírósági eljárási vezetője lett. 2009-ben elhagyta a tanácsot, hogy asszisztens ügyész legyen New York déli kerületében.
2017-ben Eric Schneiderman, aki akkor fő államügyész volt, kinevezte Bragget, mint New York helyettes főállamügyésze. Bragg vezette a büntető és a polgárjogi igazságszolgáltatási osztályokat, például az ő felügyelete alatt perelték be a Donald J. Trump Foundationt, Harvey Weinsteint és a The Weinstein Companyt. 2018 decemberében hagyta el a pozíciót, hogy tanítani kezdjen a New York-i Jogi Iskola professzoraként. Képviselte Ramarley Graham és Eric Garner meggyilkolt afroamerikai férfiak családjait New York elleni pereikben.

### New York megye államügyészeként

#### Megválasztása
2019 júniusában Bragg bejelentette, hogy indul a Demokrata Párt jelöltjeként New York megye államügyészi posztjára, amit akkor Cyrus Vance Jr. töltött be, de úgy döntött nem indul újra. A 2021. június 22-i előválasztást követően Bragg nagy előnyt szerzett, így megelőzve a másik demokrata jelöltet, Tali Farhadian Weinsteint. 2021. november 2-án Bragg legyőzte a republikánus Thomas Kenniffet, így az első afroamerikai lett, akit megválasztottak a megye államügyészének.
Beiktatására 2022. január 1-én került sor.

#### A Donald Trump-ügy
2022. február 23-án Carey R. Dunne és Mark F. Pomerantz, akik a Donald Trump elleni nyomozást végezték az államügyészi irodában, lemondtak, azt követően, hogy Bragg azt mondta nekik, hogy nem biztos, hogy nem volt benne biztos, hogy érdemes folytatni az ügyet Trump és cégei ellen. Felmondólevelében Pomerantz azt írta, hogy „a csapat, ami a Trump Úr elleni nyomozást végezte, kétség kívül biztos abban, hogy bűncselekményeket követett el, többek között meghamisított dokumentumokat” és az „igazságszolgáltatás súlyos hibája” lenne, ha nem folytatnák a nyomozást. A The New York Times szerint Bragg nem volt benne biztos, hogy be tudnák bizonyítani bíróságon, hogy Trump „tudatosan hamisította meg a dokumentumokat.” A The Washington Post megjegyezte, hogy Bragg sokáig nem is ült le a két ügyésszel, miután beiktatták és amikor végre átbeszélték az ügyet, Bragg úgy viselkedett, mint, akit nem érdekli az ügy. Ezt az államügyész szóvivője tagadta.
2022. november 21-én a The New York Times azt írta, hogy az államügyészi iroda prioritásának nevezte a nyomozást Trump ellen, amiért hallgatási pénzt fizetett egy pornószínésznőnek a 2016-os választás idején. Bragg 2023 januárjában megerősítette, hogy a nyomozás folyamatban van és január 30-án egy vádesküdtszéknek bemutatták bizonyítékaikat. Március 30-án emeltek vádat a volt elnök ellen és április 4-én helyezték vád alá. Trump azt vallotta, hogy nem bűnös.

#### A Jose Alba-ügy
2022. július 7-én Jose Albát megtámadta egy vevője boltjában, egy zacskó chips miatt. Alba megpróbálta megoldani a helyzetet, de miután nekilökték egy falnak, egy késsel védte meg magát, megölve az őt megtámadó vevőt. Bragg, úgy döntött, hogy vád alá helyezi Albát és 500 ezer dolláros óvadékot kért, amit a bíró végül 250 ezerre helyezett. A támadó barátnője is megszúrta Albát a késsel, de Bragg úgy döntött, hogy nem emel ellene vádat. Bragg végül úgy döntött, hogy ejti a vádakat, miután kisebb botrány alakult ki az ügy körül, azt nyilatkozva, hogy nem tudja bebizonyítani, hogy Alba gyilkos szándékkal szúrta meg a támadót.

#### A Steve Bannon-ügy
2022. szeptember 6-án a The Washington Post azt írta, hogy Bragg szeptember 8-án vádat tervez emelni Steve Bannon ellen, azokért a bűneiért, amikért Trump elnöksége alatt elnöki kegyelmet adott neki szövetségi szinten. Szeptember 8-án vádat is emeltek a férfi ellen, csalás és átverés vádjával. Bannon azt vallotta, hogy nem bűnös.

## Magánélete
Bragg 2003 óta él házasságban Jamila Marie Pontonnal. Két gyermekük van.